# Campos do Jordão
Campos do Jordão és una ciutat turística de muntanya de l'estat de São Paulo, Brasil fundada el 29 d'abril de 1874. Situada a la Serra da Mantiqueira, (latitud 22º44'22" sud, longitud 45º35'29" oest), i a 1.628 metres d'altura. La seva població estimada el 2006 era de 49.512 habitants.
Està situada 165 km a l'est de la capital, on s'arriba per autopistes i carreteres modernes i de fàcil accés: la Ruta President Dutra i les Rutes Ayrton Senna i Carvalho Pinto. És una ciutat turística d'hivern. És durant aquesta estació que rep molts turistes atrets pel seu clima, que recorda el de regions alpines (la temperatura pot caure fins als -1 °C). Els seus cafès, els seus hotels d'estil alpí, i el seu Festival d'Hivern de música erudita formen part del paisatge d'aquesta bonica ciutat.

## Clima

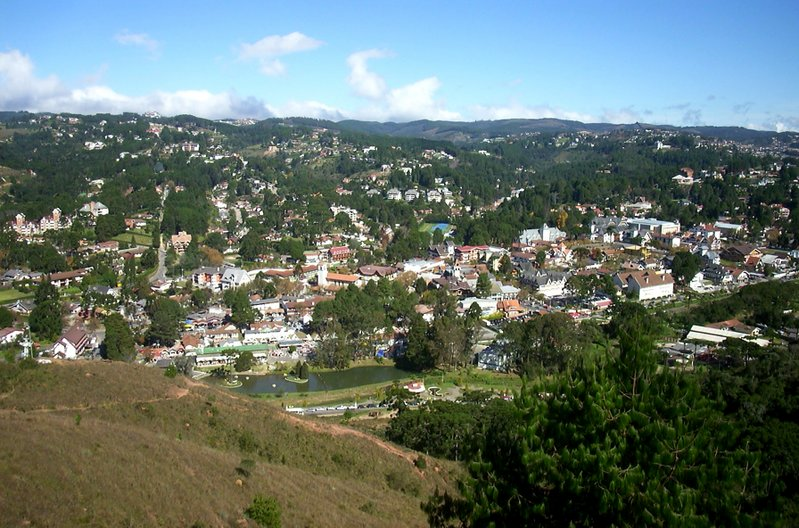
La ciutat de Campos do Jordão.

El seu clima és tropical d'altitud (Cwb), amb estius suaus i hiverns amb temperatures bastant baixes per als padrons brasilers. Va haver-hi nevades registrades en 1928, 1942, 1947 i en 1966, sent aquesta l'última vegada que es va registrar neu a la ciutat. Segons Paulo Filho, entre 1892 i 1897, era comú que hi hagués grans nevades a la ciutat. Les gelades són comunes durant l'hivern i la temperatura mínima absoluta va ser de -7,3 °C l'1 de juny de 1979. El seu clima temperat afavoreix la creació de hortènsies, especialment les de l'espècie Hydrangea macrophylla.

## Referències

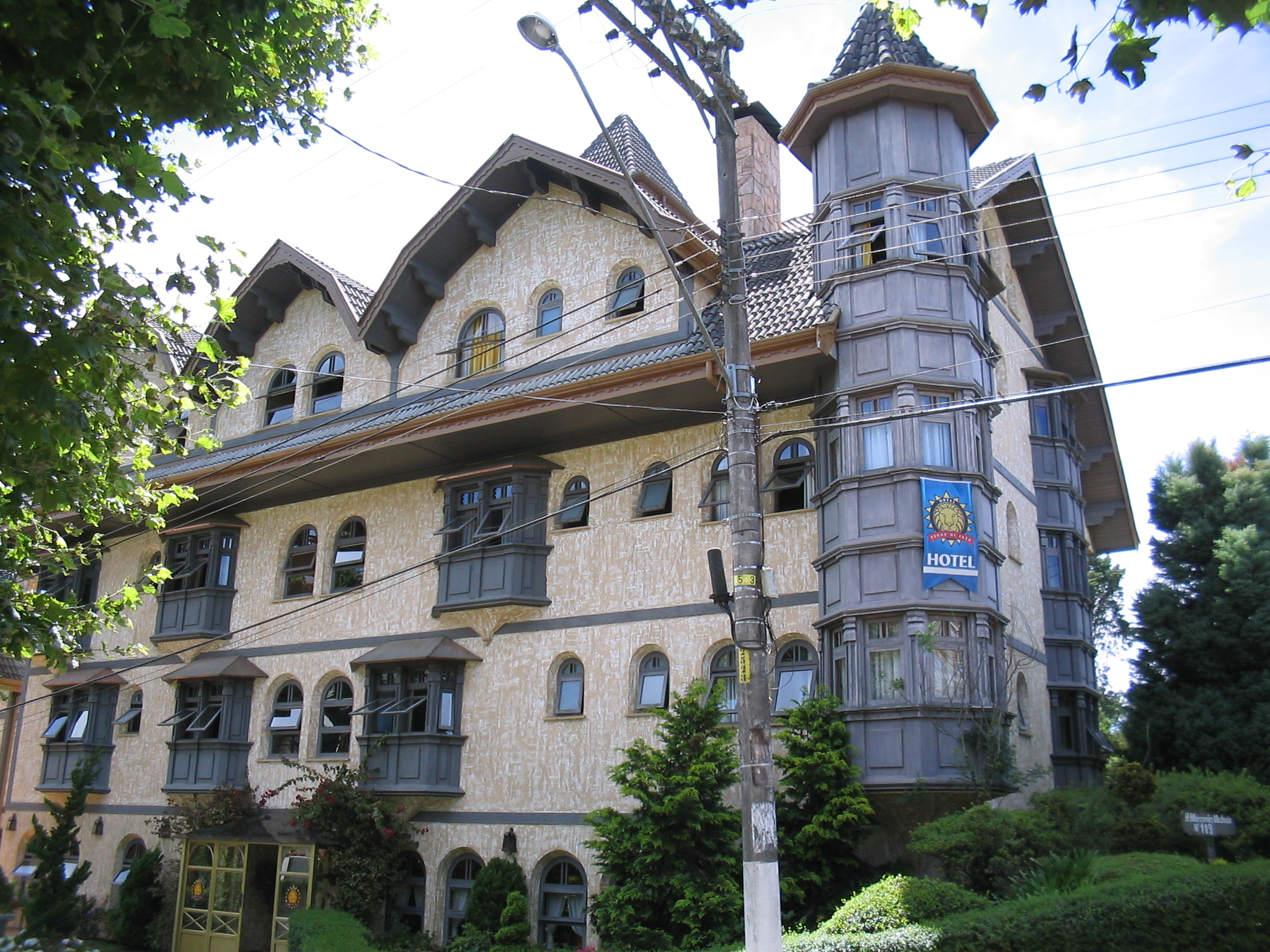
Hotel a Campos do Jordão.